# たわみ翼
たわみ翼（たわみよく、英: warping wing）は、変型してたわませる（ねじる／ひねる）事が可能な主翼の事である。ねじり翼、ひねり翼などとも言う。
主翼をあえてたわませる事によって得られる効果は、機体をロール（バンク）させる、すなわち、機首と機尾を結ぶ前後軸を回転中心とした横転運動をさせることである。たとえば、たわみ翼によって飛行機を右にロールさせるには、左翼をねじり上げて右翼をねじり下げる（左翼の前縁と右翼の後縁を上げて左後ろと右前を下げる）。このようにすると、右翼よりも左翼の揚力が大きくなり、後ろから見て時計回りのトルクが重心周りに発生して、機体は右にロールする。このように、たわみ翼がたわむことによって果たす機能は、補助翼が果たす機能と等しい。
方向舵により飛行機は左右に首振り（ヨーイング）できるが、それのみで旋回すると機体が横滑り（スキッド）するという問題が生じる。横滑りを起こさずに旋回を行うには、旋回方向に背面を向けるように適切にロールする必要がある。そのためにたわみ翼（や補助翼）は使われる。

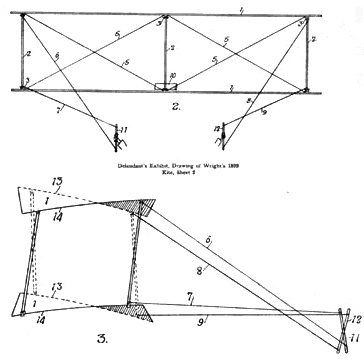
ライト兄弟の凧（1899年）における たわみ翼の模式図

たわみ翼の実際の構造・操作方法は機種によって異なる。例えばライト・フライヤー1号の場合は、腹ばいになった操縦者が腰の部分に当てられた「鞍」を動かすことにより、鞍と結びついた操縦索を引っ張って主翼全体をたわませた。

## 歴史
たわみ翼は、世界初の有人動力飛行機を製作したライト兄弟によって実用化された（1890年代末期）。兄弟は鳥の観察によってその必要性に気付き、厚紙製の細長い空箱をいじっている時にその実現方法を思いついた、と伝えられる。彼らはこれにより飛行機を（ピッチ、ヨーだけではなく）ロール方向についても操縦可能とした。たわみ翼による三軸制御は兄弟の成功のキーポイントの一つであった。
ライト兄弟以外の初期の飛行家たちは、旋回時の横滑りの問題に苦労していた。ライト兄弟の成功を横目で見ていた彼らは、1900年代の後半以降、その重要性に気付き、ロール方向の操縦を取り入れるようになった。
ただしたわみ翼自体を採用した者は多くない。理由としてはたわみ翼の特許をライト兄弟が押さえていた事と、彼らの成功（1903年）から時を置かずしてエルロンが発明されたことである。ライト兄弟はたわみ翼に関する特許が、「翼をたわめる」という方法論だけではなく「左右の翼の揚力を変えることによって機体をロールさせる」という原理にまで及ぶと考えており、たわみ翼の模倣はもちろんのこと、エルロンの使用も兄弟を激怒させる事となった。ライト兄弟は特許権侵害行為に対して訴訟を行い、特に同国人であるグレン・カーチスとの法廷闘争は熾烈なものとなった。
より優れた特性を持つエルロンが登場したことから、たわみ翼は急速に陳腐化していき、やがて用いられなくなった。たわみ翼は第一次世界大戦後の飛行機には（後述の実験機を除いて）全く見られない。
たわみ翼を備えた初期の固定翼機には、以下のようなものがある。
- ライト兄弟の1号-3号グライダー（1900年-1902年）
- ライト兄弟のライト・フライヤー系列（1903年-）
- ルイ・ブレリオのブレリオ XI（1908年）
- A・V・ローの小型三葉機（1909年）
- ドイツの実用機（軍用機）タウベ（1910年）
- 第一次世界大戦のフランス機モラーヌ・ソルニエ N（1915年）
- 第一次世界大戦のドイツ機フォッカー単葉機（1916年）

など。

## 欠点
- 機構が（エルロン方式に比べると）やや複雑になる。
- 可撓性を持たせる必要上、翼を強く（または厚く）作る事ができない。

## Active Aeroelastic Wing
2000年代ごろからNASAによって研究されている Active Aeroelastic Wing（能動空力弾性翼などと訳される）は、ある意味で現代におけるたわみ翼とも言える。ドライデン飛行研究センター (DFRC) で飛行試験が行われた実験機 X-53は、基となったF/A-18の主翼を剛性の低いものに換え、前縁ないし後縁をわずかに変形させる際に働く空気力で翼をたわませた。